# دواموتف
دواموتف واحد من أبناء حورس الأربعة، المرتبطين بالأواني الكانوبية وحفظ أحشاء المتوفى عند تحنيطه، وقد كان يعتبر ابن حورس الأكبر، وهو حامي الآنية الكانوبية التي تضم محتويات البطن وخصوصاً المعدة.
و يعني اسم دواموتف «من يعشق أمه»، وحيث أنه كان في الحروب أهم سبب للوفاة يكمن في إصابات منطقة الجذع والبطن (المعدة)، كان هذا الإله - كحامي لهذه المنطقة من الجسم عند التحنيط - مرتبط بالموت في الحروب ومن هنا جاء اسمه بمعنى «العاشق لوطنه الأم».
في أول الأمر كان دواموتف يمثل على هيئة إنسان محنط وملفوف باللفائف، وبدايةً من عصر الدولة الحديثة ظهر برأس حيوان ابن آوى عوضاً عن رأس الإنسان (التي تمثل الإله إمستي).
و دواموتف عادة ما كان يصور على التوابيت وأغطية الجرار الكانوبية وتظهره العديد من صور المحكمة الإلهية في كتاب الخروج إلى النهار واقفاً مع إخوته أمام أوزوريس على برعم زهرة بشنين.
جنبا إلى جنب مع ثلاثة أبناء آخرين من حورس إمستي وحابى وقبح سنوف يحمي دواموتف الأحشاء الداخلية المحنطة للمتوفى. وكان واجبه حماية المعدة. وكانت الإلهة نيت هي حاميته.
| الاسم   | التجسيم | العضو المحمي | الإلهة الحامية | الجهة الأصلية |
| ------- | ------- | ------------ | -------------- | ------------- |
| دواموتف | ابن آوى | المعدة       | نيت            | الشرق         |

## اقرأ أيضاً
- إمستى
- حابي
- قبح سنوف

## هوامش
1. ↑  The four Sons of Horus, Duamutef also Tuamutef نسخة محفوظة 07 مايو 2017 على موقع واي باك مشين. [وصلة مكسورة]
2. ↑  "Duamutef(Tuamutef, Golden Dawn, Thmoomathph)". Egyptianmyths.net. مؤرشف من الأصل في 2018-01-01. اطلع عليه بتاريخ 2012-08-30.
3. ↑  Duamutef (Tuamutef, Golden Dawn, Thmoomathph) نسخة محفوظة 29 يوليو 2017 على موقع واي باك مشين.
4. ↑  Duamutef. (see: Four sons of Horus), Four sons of Horus. نسخة محفوظة June 27, 2012, على موقع واي باك مشين.
5. ↑  ["Duamutef: Alternate name[s] [https://web.archive.org/web/20121121043419/http://www2.si.umich.edu/chico/mummy/Afterlife/Gods/Godstextx.html نسخة محفوظة] November 21, 2012, على موقع [[واي باك مشين]].[[تصنيف:قالب أرشيف الإنترنت بوصلات واي باك]]: Tuamutef; Golden Dawn, Thmoomathph". مؤرشف من الأصل في 2012-11-21. اطلع عليه بتاريخ 2017-03-07. {{استشهاد ويب}}: تعارض مسار مع وصلة (مساعدة) وروابط خارجية في |عنوان= (مساعدة) Duamutef: Alternate name[s] نسخة محفوظة November 21, 2012, على موقع واي باك مشين.: Tuamutef; Golden Dawn, Thmoomathph]